# Fehér karolópók
A fehér karolópók (Thomisus onustus) a karolópókfélék (Thomisidae) családjába tartozó pókfaj.

## Élőhelye
Melegkedvelő faj, száraz gyepeken és szőlőültetvényeken fordul elő Európa-szerte.

## Megjelenése
A nőstény egyedek nagyobbak, mint a hímek, nagyjából akkorák, mint a viráglakó karolópók hímjei, azaz 3-4 mm hosszú.
Potrohuk trapéz alakú, színük többnyire sárga, Dél-Európában pedig fehér és lilás is lehet.
|  |

## Életmódja
Olyan virágokat keres fel, amelyek alapszínének megfelelnek. Zsákmányára lesből támad, gyakran elfogja a házi méhet is, kárt okozva ezzel. A faj környezethez való aktív színbeli alkalmazkodása azonban kérdéses. A védekező rovart harapással azonnal megöli.

## Szaporodása
A kifejlett egyedeket májustól láthatjuk. A párzási időszak nyáron van. A selymes kokonba zárt, növényre ragasztott petéket a nőstény őrzi. A kikeléshez 2-3 hét kell, hogy elteljen.